# Ажио
А́жио (итал. aggio от лат. agio «превышение») — финансовый термин, означающий прибавочную стоимость или излишек, который в некоторых случаях платят за монету, денежные знаки или государственные облигации сверх их номинальной цены.
Если, например, за серебряный рубль в виде монеты платили ассигнациями 1 рубль 4 копейки, то 4 коп. составляли ажио. Если выразить ажио в процентах от номинала, то, для ценной бумаги номинальной стоимостью 100 рублей, продаваемой с ажио 5 %, цена равняется 105 рублям.
Такая разность вызывала сильный спрос на известный род монет.
Размер ажио изменчив и зависит от многих экономических причин, большей или меньшей производительности страны, её экспорта и импорта, большего или меньшего благоустройства финансов, запасов золота и драгоценных металлов, преобладания денежных знаков над бумажными, предпочтения, оказываемого в международном обороте. Также ажио основывается на колебании ценности драгоценных металлов; когда ценность золота падает, говорят, что упал курс золота.

## Терминология
В России ажио называлось лажем; ажио на мелкие деньги — променом. Антоним ажио — дизажио.

## История
Тождественность веса и внутреннего содержания двух разных (металлических) монет или бумажных и металлических денег одной категории при тождественности, а следовательно, их покупной стоимости, составляло так называемое монетное пари. Если стоимость одной из них, то есть курс, поднимался выше пари в ущерб другой, равноценной, то это означало ажио, которым пользовалась монета, стоимость которой увеличилась означенною прибавочною стоимостью. При размене, следовательно, денежных знаков на такие, курс которых стоял выше пари, приходилось платить сумму, большую той, какую составляла их номинальная стоимость. Положение курса какой-либо монеты ниже пари составляло дизажио.
Австрийский бумажный гульден стоил ал-пари, если он обладал той же покупной стоимостью, что и серебряный гульден. Если же за серебряный гульден приходилось платить 1,50 гульденов бумажными, то ажио на один серебряный гульден составляло 50 крейцеров, то есть 50 %.
Русский металлический рубль при цене полуимпериалов в 7,20 составлял 1 руб. 46 коп. бумажными (кредитными), и эта прибавочная стоимость в 46 коп., то есть 46 %, составляла ажио на металлический рубль.
В Германии слово ажио употреблялось и в смысле премии на акции, облигации, фонды и вообще процентные бумаги, то есть в смысле излишка, разницы между выпускной (эмиссионной) или номинальной ценой, с одной, и биржевой ценой — с другой стороны.